# Semmipalayam
Semmipalayam es una ciudad censal situada en el distrito de Tirupur en el estado de Tamil Nadu (India). Su población es de 8429 habitantes (2011). Se encuentra a 19 km de Tirupur y a 35 km de Coimbatore.

## Demografía
Según el censo de 2011 la población de Semmipalayam era de 8429 habitantes, de los cuales 4285 eran hombres y 4144 eran mujeres. Semmipalayam tiene una tasa media de alfabetización del 84,22%, superior a la media estatal del 80,09%: la alfabetización masculina es del 89,31%, y la alfabetización femenina del 78,92%.